# Cecilia Rock
Cecilia Rock is een Engels liedje van de Belgische band The Jokers uit 1960. 
Het nummer verbleef 8 weken in de Belgische hitparade en bereikte als hoogste notering een veertiende plaats.
De B-kant van de single was het Nederlandstalige Zet Die Tv Af.

## Meewerkende artiesten
- Muzikanten:
  - Danny Pepermans (drums)
  - Jos Clauwers (gitaar)
  - Jos Raes (basgitaar)
  - Tim Visterin (gitaar)